# Sautant à la corde
Sautant à la corde est une peinture à l'huile sur toile de Joaquín Sorolla de 105 × 166 cm réalisée durant l'été de 1907 à Valsaín (Ségovie). Durant cet été, le peintre et sa famille déménagèrent à la Granja de San Ildefonso pour ce portrait d'Alphonse XIII en uniforme de hussard,.

## Description
La peinture représente un groupe d'enfants jouant dans un parc. Au premier plan, une jeune fille saute à la corde. Le second plan est marqué par la présence d'un platane qui délimite l'espace. Dernière lui, en second plan, un petit enfant en blanc saute également à la corde devant un bassin d'eau autour duquel courent deux autres jeunes enfants. En fond se devinent des troncs de platanes et une haie aux fleurs rouges qui masquent le reste de l’environnement. D'après l'historique du peintre, la scène se déroule au Parc du Palais royal de la Granja de San Ildefonso, et représente probablement des membres de la famille du peintre : sa femme Clotilde García del Castillo, l'adolescente Elena et l’aînée María qui s'étaient rendus à la Granja de San Ildefonso à la demande du roi pour y réaliser le portrait d'Alphonse XIII en uniforme de hussard.
Comme souvent chez Sorolla, l’œuvre reflète l'influence de la photographie qu'il avait étudiée plus jeune, mais ici la peinture semble avoir bénéficié des apports d'Étienne-Jules Marey qui avait récemment fixé le mouvement sur une plaque photographique, expérience qui avait eu un important écho parmi les peintres du début du siècle. Le musée de Giverny relève également l'influence de Degas.
Le peintre réalisa également pendant son séjour à la Granja le Bain de la reine, Échelle du Palais, Arbres en automne, Jardin, Palais, Maria dans les jardins, La Granja, Le Bain  et Enfant nu entre autres. Tempête dans la pinède a également été réalisé à cette période à Valsaín